# Майнова шкода
Майнова́ шко́да — зменшення майнової сфери особи (учасника правовідносин, потерпілого) внаслідок пошкодження чи знищення її майна або внаслідок порушень її особистих немайнових прав.

## Відшкодування майнової шкоди
Конституція України передбачає обов'язок кожного
«відшкодовувати завдані ним збитки» (стаття 66).
Також Основний Закон встановлює засади відповідальності держави перед приватними особами внаслідок заподіяння їм неправомірної шкоди:
«Кожному гарантується судовий захист права спростовувати недостовірну інформацію про себе і членів своєї сім'ї та права вимагати вилучення будь-якої інформації, а також право на відшкодування матеріальної і моральної шкоди, завданої збиранням, зберіганням, використанням та поширенням такої недостовірної інформації» (стаття 32).
«Кожен має право на відшкодування за рахунок держави чи органів місцевого самоврядування матеріальної та моральної шкоди, завданої незаконними рішеннями, діями чи бездіяльністю органів державної влади, органів місцевого самоврядування, їх посадових і службових осіб при здійсненні ними своїх повноважень» (стаття 56).
«У разі скасування вироку суду як неправосудного держава відшкодовує матеріальну і моральну шкоду, завдану безпідставним засудженням» (стаття 62).
«Матеріальна чи моральна шкода, завдана фізичним або юридичним особам актами і діями, що визнані неконституційними, відшкодовується державою у встановленому законом порядку» (стаття 152).
Майнова шкода, завдана неправомірними рішеннями, діями чи бездіяльністю особистим немайновим правам фізичної або юридичної особи, а також шкода, завдана майну фізичної або юридичної особи, відшкодовується в повному обсязі особою, яка її завдала.
Особа, якій завдано збитків у результаті порушення її цивільного права, має право на їх відшкодування.
Збитками є:
1. втрати, яких особа зазнала у зв'язку зі знищенням або пошкодженням речі, а також витрати, які особа зробила або мусить зробити для відновлення свого порушеного права (реальні, або прямі збитки);
2. доходи, які особа могла б реально одержати за звичайних обставин, якби її право не було порушене (упущена вигода, або непрямі збитки).

Збитки відшкодовуються у повному обсязі, якщо договором або законом не передбачено відшкодування у меншому або більшому розмірі..
Відшкодування шкоди, завданої громадянам незаконними діями органів дізнання, досудового слідства, прокуратури і суду проводиться коштом Державного бюджету України на підставі Закону.

## У трудовому праві
Трудове право містить поняття «прямої дійсної (матеріальної) шкоди».
За загальним правилом, за шкоду, заподіяну роботодавцеві при виконанні трудових обов'язків, працівники несуть матеріальну відповідальність у розмірі прямої дійсної шкоди, але не більше свого середнього місячного заробітку.
Під прямою дійсною шкодою розуміють втрату, погіршення або зниження цінності майна, необхідність для підприємства, установи, організації провести затрати на відновлення, придбання майна чи інших цінностей або провести зайві, тобто викликані внаслідок порушення працівником трудових обов'язків, грошові виплати. Сюди не включаються неодержані або списані в доход держави прибутки.
У проєкті Трудового кодексу України прямою дійсною майновою шкодою вважаються втрати, яких роботодавець зазнав у зв'язку із знищенням або пошкодженням його майна (витрати на придбання, відновлення майна тощо). До прямої дійсної майнової шкоди не включаються доходи, які роботодавець міг би реально одержати за звичайних обставин, якби його право не було порушено (стаття 403 Проєкту).

## У кримінальному праві
Ряд злочинів з різних розділів КК призводять до майнової шкоди потерпілого.
Зокрема, умисне знищення або пошкодження майна — це приведення його у повну непридатність для використання за цільовим призначенням. Внаслідок знищення майна воно перестає існувати або повністю втрачає свою цінність. За злочин передбачено кримінальну відповідальність за статтею 194 Кримінального кодексу України. Слід відрізняти даний злочин від іншого злочину, за який передбачено кримінальну відповідальність за статтею 196 — «Необережне знищення або пошкодження майна»).